# Айваседапур
Айваседапу́р — річка в Росії, в Ямало-Ненецькому автономному окрузі, права складова Пура. Утворюється злиттям річок Єтипур і Єркалнадейпур, що беруть початок в Сибірських Увалах. Довжина 178 км (від джерел Єркалнадейпура — 601 км), площа басейну 26,1 тисяча км².
В басейні річки родовища природного газу. Судноплавна.